# Загрос
Загрос (на арабски: زاجروس الجبال; на персийски: رشته كوههاى زاگرس – Патак; на персийски: زنجیره‌چیای زاگرۆس – Пощекух, на лори: کو یه لی زاگروس) е голяма планинска система разположена на територията на Иран и частично в Ирак, изграждаща югозападните части на обширната Иранска планинска земя. Простира се от северозапад на югоизток на протежение около 1600 km и ширина 200-300 km. На северозапад в района на големия завой на река Малък Заб (ляв приток на Тигър) се свързва с Кюрдистанския хребет на Арменската планинска земя, а на югоизток завършва край бреговете на Ормузкия проток.

## Географска характеристика
Преобладаващите височини в планинската система на Загрос са около 2000-3000 m, максимална връх Зардкух 4548 m (Zard Kuh). Цялата планинска система се състои от 15-20 паралелно простиращи се хребети от северозапад на югоизток, разделени от надлъжни и напречни тесни, каньонообразни дефилета (тенги) и котловини. По-важните хребети са: (от северозапад на югоизток) Куртак (2865 m), Шаху (3367 m), Алванд (3571 m), Кебиркух (2795 m), Ощоранкух (4325 m), Зардкух (4548 m), Кухе Сефид (3719 m), Келар (4298 m), Алиджук (3746 m), Динар (4404 m), Бол (3966 m), Тереск (3218 m), Кум (3510 m), Сефидар (3188 m), Шиокух (1489 m), Гавбест (2182 m), Пухале Хемир (1191 m) и др. Планинската система на Загрос е изградена предимно от мезозойски и кайнозойски варовици  и шисти, в които силно са развити карстовите форми на релефа. В югозападните му подножия има големи находища на нефт. Климатът е субтропичен, сух, като преобладават планинските пустинни ландшафти. От Загрос води началото си най-голямата иранска река Карун и десните ѝ притоци Диз и Керхе. Други по-големи реки вливащи се директно в Персийския залив са Зохре, Хеле, Манд, Мехран, Кол и др. В средния планински пояс, по западните най-влажни части на планината са развити гори от дъб, бряст, клен и акация, а по-нагоре следват алпийски пасища и ниска храстова растителност. По най-високите части има малки ледници. В многобройните междупланински котловини има солончаци, малки солени и временни езера (най-големи Мехарлу, Тешк и Бехтеган) и оазиси, в които се отглеждат финикова палма, цитруси, лозя и др. В междупланинските котловини и подножията на Загрос са разположени някои от най-значимите ирански градове, между които Исфахан и Шираз, както и иракският гр. Сюлеймания.